# Andrenosoma ruficaudum
Andrenosoma ruficaudum là một loài ruồi trong họ Asilidae. Andrenosoma ruficaudum được Williston miêu tả năm 1885. Loài này phân bố ở vùng Tân nhiệt đới.